# Kevin O’Connor (ur. 1995)
Kevin O’Connor (ur. 7 maja 1995 w Enniscorthy) – irlandzki piłkarz, obrońca, występujący w sezonie 2022/23 w klubie Preston North End F.C. Od 1 stycznia 2023 nie posiada klubu. Młodzieżowy reprezentant Irlandii w kategorii U-17 oraz U-21.